# Limnellia zlobini
Limnellia zlobini  (лат.) — вид двукрылых из семейства мухи-береговушки (Ephydridae). Эндемик Дальнего Востока России: Приморский край. Размеры мелкие (около 2,5 мм). Лицо, усики, пальпы и лапки всех ног чёрные. На лбу 6 отстоящими щетинками и парой окологлазных волосков. Крылья пятнистые. Брюшко чёрное и блестящее. Коготки изогнутые. Вид описан в 2012 году российским энтомологом М. Г. Кривошеиной и назван в честь крупного диптеролога Владимира Злобина (Dr. Vladimir V. Zlobin), нашедшего типовой экземпляр вида в 2004 году.